# Sevastópolskaya
Sevastopólskaya (del ruso: Севастопольская) es una stanitsa del raión de Maikop en la república de Adiguesia de Rusia. Está situada en una zona boscosa de montes, a orillas del río Fiuntv, afluente del Bélaya, de la cuenca hidrográfica del Kubán, 20 km al sureste de Tulski y 32 km al sureste de Maikop, la capital de la república. Tenía 644 habitantes en 2010
Pertenece al municipio de Abadzéjskaya.

## Historia
La localidad fue fundada en 1862, anulada en 1865 y restablecida definitivamente en 1869. Hasta 1920 pertenecía al otdel de Maikop del óblast de Kubán.

## Personalidades
- Piotr Gredin (1925-1980), Héroe de la Unión Soviética.